# Колпаков, Константин Анатольевич
Константи́н Анато́льевич Колпако́в (род. 2 октября 1963, Алма-Ата, Казахская ССР) — юрист, министр юстиции Республики Казахстан (1995—1997), кандидат юридических наук.

## Биография
Окончил Казахский Государственный университет им. С. М. Кирова по специальности «Правоведение» в 1985 году. В 2008 году окончил Финансовую академию при Правительстве РФ.
1985 год — консультант отдела адвокатуры Министерства юстиции Казахской ССР.
1988—1989 годы — ассистент кафедры государственного права КазГУ.
1990—1991 — консультант Консультационного отдела Верховного Совета Казахской ССР.
1991—1994 — заведующий отделом Верховного Совета Республики Казахстан, помощник Вице-президента, заведующий Секретариатом Вице-президента Республики Казахстан.
1994—1995 — личный представитель Президента Республики Казахстан в парламенте.
1995—1997 — Министр юстиции Республики Казахстан.
1998—2000 — заместитель председателя правления, председатель Совета директоров ОАО «Банк Каспийский».
2000—2002 — заместитель председателя правления Национального банка Республики Казахстан.
03.2002-01.2005 — советник президента, вице-президент, старший вице-президент ОАО "Банк «Петрокоммерц» (Россия).
С января по июль 2005 — заместитель председателя правления Народного банка Казахстана.
2005—2008 — заместитель председателя Правления АО «Банк ТуранАлем» (Казахстан), проживает в г. Москве, курируя реализуемые банком проекты в России.
В 2008 году получил квалификационную степень магистра делового администрирования (MBA) в Финансовой академии при Правительстве РФ.
В 2008 году — управляющий Московским филиалом ОАО «Русь-Банк».
2008—2012 — начальник правового управления Сбербанка России.
2012—2015 — вице-президент, Открытое акционерное общество «БАНК УРАЛСИБ» (ОАО «УРАЛСИБ»).
2015 — советник председателя Совета директоров, ПАО МОСОБЛБАНК
2015—2016 — заместитель председателя Правления, ПАО МОСОБЛБАНК
18.02.2016 — 2018 — заместитель председателя Правления, руководитель блока проблемных и непрофильных активов, ПАО МОСОБЛБАНК
С 2018 года — директор по проблемным активам, «Почта России».

## Труды
- Колпаков К. А. Президентская власть в Казахстане. — Алма-Ата: О-во «Знание» КазССР, 1990. — 22 с.